# Łapanów
Pour la gmina, voir Łapanów (gmina).
Łapanów est une localité polonaise, siège de la gmina de Łapanów, située dans le powiat de Bochnia en voïvodie de Petite-Pologne.